# Joliette (circonscription provinciale)
Pour les articles homonymes, voir Joliette.
Circonscription électorale provinciale du Canada
Joliette est une circonscription électorale québécoise qui tire son nom de la ville de Joliette, laquelle est nommée en l'honneur du pionnier Barthélemy Joliette. C'était la circonscription du premier ministre Antonio Barrette.

## Historique
Le district électoral de Joliette est créé en 1853, détaché de celui de Berthier. Lors de la confédération de 1867, il devient une des 65 circonscriptions provinciales du Québec. À l'occasion de la refonte de la carte électorale de 1972, la circonscription de Joliette est supprimée et son territoire réparti comme suit: la partie sud, la plus peuplée, va dans la nouvelle circonscription de Joliette-Montcalm, la partie médiane est rattachée à Berthier et les territoires boisés du nord sont attribués à Gatineau et Laurentides-Labelle. Cette interruption ne dure cependant que quelques années, car en 1980 Joliette est recréée, mais limitée à la ville de Joliette et ses environs. Ses limites sont légèrement modifiées en 1992, puis de nouveau en 2011. Finalement, en 2017 le territoire de Joliette est diminué quand trois municipalités de sa partie ouest sont attribuées à Rousseau.

## Territoire et limites
Outre la ville de Joliette, la circonscription comprend les municipalités de Crabtree, Notre-Dame-de-Lourdes, Notre-Dame-des-Prairies, Saint-Ambroise-de-Kildare, Saint-Charles-Borromée, Saint-Paul, Saint-Pierre, Saint-Thomas et Sainte-Mélanie.

## Liste des députés
| |
| Joseph-Mathias Tellier est député de Joliette de 1892 à 1916 pour le Parti conservateur du Québec. |

| |
| Antonio Barrette est député de Joliette de 1936 à 1960. Il est premier ministre du Québec en 1960. |

| |
| Guy Chevrette est député de Joliette de Joliette-Montcalm de 1976 à 1981 et de Joliette de 1981 à 2002. |

|                                                                                 |
| Véronique Hivon est députée de Joliette de 2008 à 2022 pour le Parti québécois. |

| Années                           | Années       | Député                           | Parti            |
| -------------------------------- | ------------ | -------------------------------- | ---------------- |
|                                  | 1867 - 1871  | Vincent-Paul Lavallée            | Conservateur     |
|                                  | 1871 - 1875  | Vincent-Paul Lavallée            | Conservateur     |
|                                  | 1875 - 1878  | Vincent-Paul Lavallée            | Conservateur     |
|                                  | 1878 - 1881  | Vincent-Paul Lavallée            | Conservateur     |
|                                  | 1881 - 1885  | Vincent-Paul Lavallée            | Conservateur     |
|                                  | 1885 - 1886? | Joseph-Norbert-Alfred McConville | Conservateur     |
|                                  | 1886 - 1889  | Louis Basinet                    | Libéral          |
|                                  | 1889 - 1890  | Louis Basinet                    | Libéral          |
|                                  | 1890 - 1892  | Louis Basinet                    | Libéral          |
|                                  | 1892 - 1897  | Joseph-Mathias Tellier           | Conservateur     |
|                                  | 1897 - 1900  | Joseph-Mathias Tellier           | Conservateur     |
|                                  | 1900 - 1904  | Joseph-Mathias Tellier           | Conservateur     |
|                                  | 1904 - 1908  | Joseph-Mathias Tellier           | Conservateur     |
|                                  | 1908 - 1912  | Joseph-Mathias Tellier           | Conservateur     |
|                                  | 1912 - 1916  | Joseph-Mathias Tellier           | Conservateur     |
|                                  | 1916 - 1919  | Ernest Hébert                    | Libéral          |
|                                  | 1919 - 1923  | Pierre-Joseph Dufresne           | Conservateur     |
|                                  | 1923 - 1927  | Pierre-Joseph Dufresne           | Conservateur     |
|                                  | 1927 - 1931  | Lucien Dugas                     | Libéral          |
|                                  | 1931 - 1935  | Lucien Dugas                     | Libéral          |
|                                  | 1935 - 1936  | Lucien Dugas                     | Libéral          |
|                                  | 1936 - 1939  | Antonio Barrette                 | Union nationale  |
|                                  | 1939 - 1944  | Antonio Barrette                 | Union nationale  |
|                                  | 1944 - 1948  | Antonio Barrette                 | Union nationale  |
|                                  | 1948 - 1952  | Antonio Barrette                 | Union nationale  |
|                                  | 1952 - 1956  | Antonio Barrette                 | Union nationale  |
|                                  | 1956 - 1960  | Antonio Barrette                 | Union nationale  |
|                                  | 1960         | Antonio Barrette                 | Union nationale  |
|                                  | 1960 - 1962  | Gaston Lambert                   | Libéral          |
|                                  | 1962 - 1966  | Maurice Majeau                   | Union nationale  |
|                                  | 1966 - 1970  | Pierre Roy                       | Union nationale  |
|                                  | 1970 - 1973  | Robert Quenneville               | Libéral          |
| 1973-1981 Voir Joliette-Montcalm |              |                                  |                  |
|                                  | 1981 - 1985  | Guy Chevrette                    | Parti québécois  |
|                                  | 1985 - 1989  | Guy Chevrette                    | Parti québécois  |
|                                  | 1989 - 1994  | Guy Chevrette                    | Parti québécois  |
|                                  | 1994 - 1998  | Guy Chevrette                    | Parti québécois  |
|                                  | 1998 - 2002  | Guy Chevrette                    | Parti québécois  |
|                                  | 2002 - 2003  | Sylvie Lespérance                | ADQ              |
|                                  | 2003 - 2007  | Jonathan Valois                  | Parti québécois  |
|                                  | 2007 - 2008  | Pascal Beaupré                   | ADQ              |
|                                  | 2008 - 2012  | Véronique Hivon                  | Parti québécois  |
|                                  | 2012 - 2014  | Véronique Hivon                  | Parti québécois  |
|                                  | 2014 - 2018  | Véronique Hivon                  | Parti québécois  |
|                                  | 2018 - 2022  | Véronique Hivon                  | Parti québécois  |
|                                  | 2022 - ...   | François St-Louis                | Coalition avenir |

## Résultats électoraux

### Évolution pour les principaux partis
| |
| - Parti québécois - Parti libéral - Union nationale (ancien) - Action démocratique (ancien) - Québec solidaire - Coalition avenir - Parti conservateur |

### Résultats détaillés
|                                                                                               | Nom                   | Parti            | Nombre de voix | %      | Maj.  |
| --------------------------------------------------------------------------------------------- | --------------------- | ---------------- | -------------- | ------ | ----- |
|                                                                                               | François St-Louis     | Coalition avenir | 17 925         | 45,6 % | 5 644 |
|                                                                                               | Véronique Venne       | Parti québécois  | 12 281         | 31,2 % | -     |
|                                                                                               | Flavie Trudel         | Québec solidaire | 4 476          | 11,4 % | -     |
|                                                                                               | Pascal Laurin         | Conservateur     | 3 470          | 8,8 %  | -     |
|                                                                                               | Diana Mélissa Crispin | Libéral          | 1 178          | 3 %    | -     |
| Total                                                                                         | Total                 | Total            | 39 330         | 100 %  |       |
| Le taux de participation lors de l'élection était de 69,8 % et 680 bulletins ont été rejetés. |                       |                  |                |        |       |

|                                                                                               | Nom                        | Parti               | Nombre de voix | %      | Maj.  |
| --------------------------------------------------------------------------------------------- | -------------------------- | ------------------- | -------------- | ------ | ----- |
|                                                                                               | Véronique Hivon (sortante) | Parti québécois     | 17 685         | 46,2 % | 4 431 |
|                                                                                               | François St-Louis          | Coalition avenir    | 13 254         | 34,7 % | -     |
|                                                                                               | Judith Sicard              | Québec solidaire    | 3 881          | 10,1 % | -     |
|                                                                                               | Emilie Imbeault            | Libéral             | 2 620          | 6,8 %  | -     |
|                                                                                               | Étienne St-Jean            | Vert                | 528            | 1,4 %  | -     |
|                                                                                               | Sébastien Dupuis           | Citoyens au pouvoir | 283            | 0,7 %  | -     |
| Total                                                                                         | Total                      | Total               | 38 251         | 100 %  |       |
| Le taux de participation lors de l'élection était de 71,9 % et 630 bulletins ont été rejetés. |                            |                     |                |        |       |

|                                                                                               | Nom                        | Parti            | Nombre de voix | %      | Maj.  |
| --------------------------------------------------------------------------------------------- | -------------------------- | ---------------- | -------------- | ------ | ----- |
|                                                                                               | Véronique Hivon (sortante) | Parti québécois  | 17 477         | 44,3 % | 6 806 |
|                                                                                               | Denise Larouche            | Coalition avenir | 10 671         | 27,1 % | -     |
|                                                                                               | Robert Corriveau           | Libéral          | 7 681          | 19,5 % | -     |
|                                                                                               | Flavie Trudel              | Québec solidaire | 2 866          | 7,3 %  | -     |
|                                                                                               | Sylvain Legault            | Option nationale | 510            | 1,3 %  | -     |
|                                                                                               | Mikey Colangelo Lauzon     | Conservateur     | 220            | 0,6 %  | -     |
| Total                                                                                         | Total                      | Total            | 39 425         | 100 %  |       |
| Le taux de participation lors de l'élection était de 69,9 % et 804 bulletins ont été rejetés. |                            |                  |                |        |       |

|                                                                                               | Nom                        | Parti            | Nombre de voix | %      | Maj.  |
| --------------------------------------------------------------------------------------------- | -------------------------- | ---------------- | -------------- | ------ | ----- |
|                                                                                               | Véronique Hivon (sortante) | Parti québécois  | 20 509         | 47,1 % | 7 500 |
|                                                                                               | Normand Masse              | Coalition avenir | 13 009         | 29,9 % | -     |
|                                                                                               | Pascal Beaupré             | Libéral          | 6 102          | 14 %   | -     |
|                                                                                               | Flavie Trudel              | Québec solidaire | 2 449          | 5,6 %  | -     |
|                                                                                               | Amélie Dolbec              | Option nationale | 649            | 1,5 %  | -     |
|                                                                                               | Jean-Mathieu Desmarais     | Indépendant      | 513            | 1,2 %  | -     |
|                                                                                               | Mikey Colangelo Lauzon     | Conservateur     | 202            | 0,5 %  | -     |
|                                                                                               | Michel Thouin              | Union citoyenne  | 92             | 0,2 %  | -     |
| Total                                                                                         | Total                      | Total            | 43 525         | 100 %  |       |
| Le taux de participation lors de l'élection était de 78,3 % et 610 bulletins ont été rejetés. |                            |                  |                |        |       |

|                                                                                               | Nom                      | Parti               | Nombre de voix | %      | Maj.  |
| --------------------------------------------------------------------------------------------- | ------------------------ | ------------------- | -------------- | ------ | ----- |
|                                                                                               | Véronique Hivon          | Parti québécois     | 14 666         | 46,1 % | 5 491 |
|                                                                                               | Christian Trudel         | Libéral             | 9 175          | 28,8 % | -     |
|                                                                                               | Pascal Beaupré (sortant) | Action démocratique | 6 185          | 19,4 % | -     |
|                                                                                               | Flavie Trudel            | Québec solidaire    | 1 549          | 4,9 %  | -     |
|                                                                                               | Pablo Lugo-Herrera       | Indépendant         | 246            | 0,8 %  | -     |
| Total                                                                                         | Total                    | Total               | 31 821         | 100 %  |       |
| Le taux de participation lors de l'élection était de 62,6 % et 715 bulletins ont été rejetés. |                          |                     |                |        |       |

|                                                                                               | Nom             | Parti               | Nombre de voix | %      | Maj. |
| --------------------------------------------------------------------------------------------- | --------------- | ------------------- | -------------- | ------ | ---- |
|                                                                                               | Pascal Beaupré  | Action démocratique | 13 805         | 37,1 % | 750  |
|                                                                                               | Claude Duceppe  | Parti québécois     | 13 055         | 35,1 % | -    |
|                                                                                               | Céline Beaulieu | Libéral             | 7 527          | 20,2 % | -    |
|                                                                                               | Flavie Trudel   | Québec solidaire    | 1 693          | 4,5 %  | -    |
|                                                                                               | Johanne Edsell  | Vert                | 1 149          | 3,1 %  | -    |
| Total                                                                                         | Total           | Total               | 37 229         | 100 %  |      |
| Le taux de participation lors de l'élection était de 74,8 % et 480 bulletins ont été rejetés. |                 |                     |                |        |      |

|                                                                                               | Nom                         | Parti               | Nombre de voix | %      | Maj.  |
| --------------------------------------------------------------------------------------------- | --------------------------- | ------------------- | -------------- | ------ | ----- |
|                                                                                               | Jonathan Valois             | Parti québécois     | 13 104         | 39,5 % | 1 943 |
|                                                                                               | Robert Groulx               | Libéral             | 11 161         | 33,6 % | -     |
|                                                                                               | Sylvie Lespérance (sortant) | Action démocratique | 7 114          | 21,4 % | -     |
|                                                                                               | Mathieu Lessard             | UFP                 | 1 149          | 3,5 %  | -     |
|                                                                                               | Marco Geoffroy              | Bloc pot            | 667            | 2 %    | -     |
| Total                                                                                         | Total                       | Total               | 33 195         | 100 %  |       |
| Le taux de participation lors de l'élection était de 71,4 % et 623 bulletins ont été rejetés. |                             |                     |                |        |       |

|                                                                                               | Nom                | Parti               | Nombre de voix | %      | Maj.  |
| --------------------------------------------------------------------------------------------- | ------------------ | ------------------- | -------------- | ------ | ----- |
|                                                                                               | Sylvie Lespérance  | Action démocratique | 10 970         | 38,4 % | 1 855 |
|                                                                                               | Michel Bellehumeur | Parti québécois     | 9 115          | 31,9 % | -     |
|                                                                                               | Pierre Delangis    | Libéral             | 7 064          | 24,7 % | -     |
|                                                                                               | Mathieu Lessard    | Indépendant         | 1 421          | 5 %    | -     |
| Total                                                                                         | Total              | Total               | 28 570         | 100 %  |       |
| Le taux de participation lors de l'élection était de 63,1 % et 823 bulletins ont été rejetés. |                    |                     |                |        |       |

## Référendums
|  | Référendum                     | % du OUI | % du NON | Taux de participation |
|  | Référendum de 1980             | 43,09 %  | 56,91 %  | 87,02 %               |
|  | Accord de Charlottetown (1992) | 29,68 %  | 70,32 %  | 84,06 %               |
|  | Référendum de 1995             | 63,88 %  | 36,12 %  | 93,60 %               |